# Institut für Stahlbetonbewehrung
Das Institut für Stahlbetonbewehrung e.V. (ISB) ist ein Verband der Betonstahlindustrie und repräsentiert die Hersteller und Weiterverarbeiter von Betonstahl.
Das Institut für Betonstahl und Stahlbetonbau e.V. (IBS) mit Sitz in München löste sich 1989 auf. Daraus ging das Institut für Stahlbetonbewehrung e.V. (ISB) hervor, das am 3. April 1989 in München gegründet wurde. 2003 übernahm das ISB die Aufgaben des Fachverband Betonstahlmatten e.V. (FVBS) und zog ins Drahthaus nach Düsseldorf um.
Das Institut für Stahlbetonbewehrung e.V. (ISB) wirkt an der Schnittstelle zwischen Industrieunternehmen aus der Betonstahlindustrie sowie den Abnehmern der erzeugten Bauprodukte. Die Arbeitsgebiete des ISB liegen in der Forschung und Entwicklung in den Bereichen Betonstahl, Bewehrungstechnik und Stahlbetonbau, der Mitarbeit in nationalen und internationalen, insbesondere europäischen Normenausschüssen und der fachlichen Beratung sowie der Erstellung von Gutachten zu Fragen der Stahlbetonbauweise und der Anwendungstechnik. Zudem verbreitet das ISB seine Erfahrungen und Erkenntnissen durch Arbeitshilfen, Veröffentlichungen, Schulungen und Veranstaltungen und engagiert sich für seine Mitglieder auch politisch insbesondere durch das Mitwirken in Gremien der nationalen und europäischen Dachverbände.